# Бафертисит
Бафертиси́т (рос. бафертисит; англ. bafertisite; нім. Bafertisit) — мінерал, силікат барію, заліза, титану ланцюжкової будови.

## Загальний опис
Хімічна формула: BaFe2Ti[O3|Si2O6]. Містить (%): BaO — 29,98; FeO — 22,56; Fe2O3 — 1,08; TiO2 — 15,39; SiO2 — 23,68; H2O — 1,79. Домішки: оксиди Mn, Mg, Nb, Na, Ca, Al, K, а також Cl, Cr, Zn, Sn.
Сингонія ромбічна.
Кристали голчасті, пластинчасті, зустрічаються сфероліти.
Спайність в одному напрямі.
Густина 4,25—3,96.
Твердість 5,5.
Колір яскраво-червоний, буруватий, бурувато-жовтий.
Поширений гідротермальний мінерал залізорудного родовища Баян-Обо (Китай).
Знаходиться разом з егірином, флюоритом, баритом, бастнезитом.